# Classe Iron Duke
A Classe Iron Duke foi uma classe de couraçados operada pela Marinha Real Britânica, composta pelo HMS Iron Duke, HMS Marlborough, HMS Benbow e HMS Emperor of India. Suas construções começaram em 1912 no Estaleiro Real de Portsmouth, Estaleiro Real de Devonport, na William Beardmore and Company e na Vickers, sendo lançados ao mar em 1912 e 1913 e comissionados na frota britânica em 1914. O projeto da classe era quase uma repetição da predecessora Classe King George V com apenas algumas mudanças incrementais, com a principal tendo sido a instalação de uma bateria secundária mais poderosa de canhões de 152 milímetros para enfrentar barcos torpedeiros.
Os couraçados da Classe Iron Duke eram armados com uma bateria principal de dez canhões de 343 milímetros montados em cinco torres de artilharia duplas. Tinham um comprimento de fora a fora de 189 metros, boca de 27 metros, calado de quase dez metros e um deslocamento carregado de mais de 29 mil toneladas. Seus sistemas de propulsão eram compostos por dezoito caldeiras mistas de carvão e óleo combustível que alimentavam quatro conjuntos de turbinas a vapor, que por sua vez giravam quatro hélices até uma velocidade máxima de 21 nós (39 quilômetros por hora). Os navios também tinham um cinturão principal de blindagem que tinha 305 milímetros de espessura.
Os navios atuaram na Grande Frota na Primeira Guerra Mundial, porém pouco fizeram e passaram a maior parte do tempo realizando treinamentos no Mar do Norte e surtidas para tentar encontrar a Frota de Alto-Mar alemã. Todos menos o Emperor of India participaram da Batalha da Jutlândia em 1916. Foram transferidos para o Mar Mediterrâneo ao final do conflito, participando da intervenção dos Aliados na Guerra Civil Russa. Eles foram desarmados de acordo com o Tratado Naval de Londres de 1930 e desmontados em seguida, com exceção do Iron Duke, que foi usado como navio-escola e depois plataforma antiaérea na Segunda Guerra Mundial até ser desmontado em 1949.